# Ainsworth (Nebraska)
Ainsworth – miasto w Stanach Zjednoczonych, w stanie Nebraska, siedziba administracyjna hrabstwa Brown.